# Tariktik-Hornvögel
Die Tariktik-Hornvögel (Penelopides) sind eine Gattung aus der Familie der Nashornvögel (Bucerotidae). Es handelt sich dabei um kleine bis mittelgroße Hornvögel. Charakteristisch für diese Gattung ist, dass die Schwanzfedern sich in ihrer Länge nur geringfügig unterscheiden. Die unbefiederten Flächen am Kopf sind nur klein und auf die Augenumgebung und die Kehle beschränkt. Zwischen den beiden Geschlechtern gibt es einen auffallenden Geschlechtsdimorphismus. Jungvögel ähneln in der Regel dem Weibchen.
Das Verbreitungsgebiet der Tariktik-Hornvögel umfasst die Inseln der Philippinen und Sulawesi. Über ihre Lebensweise ist nur verhältnismäßig wenig bekannt. Die meisten Erkenntnisse wurden bislang an Vögeln gewonnen, die in der Gefangenschaft gehalten wurden. Einzelne Arten werden gelegentlich in kleineren Gruppen beobachtet und es ist nicht ausgeschlossen, dass sie auch gemeinschaftlich brüten.

## Arten
- Tariktik-Hornvögel (Penelopides):
  - Tariktik-Hornvogel (Penelopides panini (Boddaert 1783))
  - Mindoro-Hornvogel (Penelopides mindorensis Steere 1890)
  - Mindanao-Tariktikhornvogel (Penelopides affinis Tweeddale 1877)
  - Luzon-Hornvogel (Penelopides manillae (Boddaert 1783))
  - Samar-Hornvogel (Penelopides samarensis)